# All-Ireland Senior Hurling Championship 1915
L'All-Ireland Senior Football Championship 1915 fu l'edizione numero 29 del principale torneo di hurling irlandese. Laois batté Cork in finale, ottenendo il primo titolo della sua storia.

## Formato
Parteciparono 15 squadre e si tennero i campionati provinciali, i cui vincitori avrebbero avuto diritto d'accesso alla fase finale nazionale. Tuttavia i campioni dell'Ulster non parteciparono. Ci fu quindi solo la semifinale tra i campioni del Munster e del Connacht, che in finale avrebbero trovato i campioni del Leinster.

## Torneo
All-Ireland Senior Hurling Championship
| 8 agosto 1915 Semifinale | Galway | 1-1 – 2-1 | Clare | Gort |

| Dublino 24 ottobre 1915 Finale | Laois | 6-2 – 4-1 | Cork | Croke Park |